# Alderblattina simmsi
Alderblattina simmsi — викопний вид тарганів вимерлої родини Rhipidoblattinidae, що існував у ранній юрі (184 млн років тому). Описаний у 2024 році.

## Скам'янілості
Скам'янілий відбиток ізольованого крила виявлено у 1984 році в кар'єрі Олдертон-Хілл (Alderton Hill) поблизу села Олдертон в англійському графстві Глостершир. Геологічний пласт датується тоарським ярусом нижнього відділу юрського періоду — тобто комахи жили приблизно 180 млн років тому. Відкладення належать до геологічної формації Вітбі-Мадстоун.

## Назва
Назва роду походить від топоніма Alderton Hill, а видова назва містить у собі прізвище дослідника Майкла Дж. Сіммса (Michael J. Simms), який 40 років до цього розкопав комаху.

## Опис
Крило завдовжки 13,2 мм, завширшки — 3,7 мм. Задні фрагменти крил відсутні, а на збереженій поверхні відбилися 38 жилок. Жилкування: 15 гілок R і 11 гілок M + CuA; сильна поперечна жилка між R і M; дві субсферичні макули (плями) в медіальній області та забарвлення на кінчику крила; A1 закінчується на CuP.
Головна відмінність Alderblattina — три виразні плями (дві майже круглі), одна з яких знаходилася на самому кінчику крила. Той факт, що вони розташовані на однаковій відстані одна від одної, підказав палеонтологам, що плями дійсно були особливістю комахи, а не стали результатом діагенезу, тобто перетворення осадових порід. 